# Catalisador
Em química, o catalisador é uma substância que aumenta a velocidade de uma reação. Estas substâncias não se consomem nas reações, logo a massa dos catalisadores é a mesma no início e no fim das reações. No entanto, estas, podem perder a sua atividade. Ao processo de aumento da velocidade de reação mediante a ação de um catalisador, dá-se o nome de catálise.
Catalisadores têm amplo emprego na indústria. Alguns exemplos incluem processos de fabricação de ácidos (como ácido sulfúrico e  ácido nítrico), hidrogenação de óleos e de derivados do petróleo, fabricação de fármacos e em catalisadores automotivos. No entanto, nem todos os catalisadores são sintéticos: todos os organismos vivos dependem de catalisadores biológicos denominados enzimas, que regulam as reações bioquímicas.

## Princípios gerais

### Termodinâmica
Um catalisador diminui a energia de ativação, podendo promover um caminho (mecanismo) molecular diferente para a reação, sem afetar a energia livre
Ao contrário do que se possa imaginar, a temperatura não é um catalisador, embora o aumento desta possa de fato acelerar uma reação química. No entanto, esse aumento da velocidade ocorre porque mais energia está sendo cedida às moléculas, fazendo com que mais moléculas possam adquirir a energia de ativação.

## Histórico
Os catalisadores têm sido utilizados pelo ser humano por milênios. Os primeiros usos reportados de catalisadores foram na produção do queijo (onde enzimas coagulam as proteínas do leite), do pão e da cerveja. No entanto, um entendimento mais profundo dos fenômenos químicos envolvidos só foi consolidado milênios mais tarde.
Embora a origem do conceito de catálise seja comumente atribuída à Berzelius, quarenta anos antes, a química escocesa Elizabeth Fulhame publicou seu livro An Essay On Combustion with a View to a New Art of Dying and Painting, no qual foi sugerida, pela primeira vez, a participação catalítica de uma pequena quantidade de moléculas de água em reações de combustão. Ao final da reação, as moléculas de água consumidas seriam regeneradas, completando assim o ciclo catalítico. No entanto, as contribuições científicas de Elizabeth Fulhame acabaram por quase cair no esquecimento, visto que muitos cientistas da época consideravam impensável que uma mulher propusesse tal teoria. Algumas décadas mais tarde, Berzelius começou a reunir as observações de antigos químicos sugerindo que pequenas quantidades de uma origem externa poderiam afetar grandemente o curso de reações químicas. Esta força misteriosa atribuída à substância foi chamada catalítica. Em 1894, Wilhelm Ostwald expandiu a explicação de Berzelius ao afirmar que catalisadores eram substâncias que aceleravam a velocidade de reações químicas sem serem consumidas.
Em mais de 150 anos desde o trabalho de Berzelius, os catalisadores têm desempenhado um importante papel econômico no mercado mundial.

## Tipos de catalisadores
As principais categorias de catalisadores dizem respeito à homogeneidade do meio de reação. Caso os catalisadores encontrem-se solúveis no meio de reação, a catálise é dita ser homogênea, e os catalisadores são classificados como catalisadores de fase homogênea.  Caso a catálise aconteça por meio de um catalisador insolúvel no meio de reação, a catálise é dita ser heterogênea, e o catalisador é chamado de catalisador de fase heterogênea.

### Catalisadores Heterogêneos
Exemplos desse tipo de processo são as reações de hidrogenação de olefinas catalisadas por metais, como o zinco, e os catalisadores incorporados a zeólitos.
Quando incorporados a zeólitos, átomos e moléculas formam sítios ativos. O sítio ativo do catalisador é o conjunto de partículas que efetivamente favorecem reações de interesse específico. A pesquisa e o uso de técnicas de química computacional pretendem descobrir a natureza, o mecanismo e a topologia mais adequada de um sítio ativo. Exemplo de catalisadores heterogêneos em zeólitos são  como os de aplicação petroquímica, como aqueles em desenvolvimento para conversão de gás natural (metano extraído durante a exploração de petróleo) em metanol, resultando em melhor aproveitamento de recursos naturais, bem como redução do aquecimento global causado pela queima de gás em plataformas e poços  durante a extração do óleo.

### Catalisadores Homogêneos
Um exemplo desse tipo de processo é a reação de esterificação de Fischer, catalisada por pequenas quantidades de um ácido forte, como o ácido sulfúrico.
Tipicamente, os rendimentos da catálise homogênea são superiores aos obtidos com a catálise heterogênea. No entanto, os catalisadores de fase heterogênea podem ser recuperados mais facilmente para serem utilizados em novos ciclos, além de oferecer a possibilidade de uma seletividade diferenciada, quando mais de um produto pode ser obtido na reação.
Existem ainda os catalisadores de transferência de fase, que são empregados em reações onde dois ou mais reagentes não se misturam.

### Fotocatalisadores
Há também os chamados fotocatalisadores, cuja atividade catalítica depende também da incidência de radiação eletromagnética sobre o sistema. Exemplos incluem a utilização de óxido de zinco ou óxido de titânio em reações de oxidação.

### Enzimas e biocatalisadores
Como mencionado anteriormente, existem também as enzimas, catalisadores presentes em sistemas biológicos, capazes de promover reações químicas com excelente rendimento e seletividade. No entanto, a atividade catalítica de enzimas é somente expressiva em um intervalo não muito amplo de temperatura e pH, similar às condições no interior dos organismos vivos onde são encontradas.

## Usos

### Indústria automobilística
Um conversor catalítico ou catalisador é um dispositivo usado para reduzir a toxicidade das emissões dos gases de escape de um motor de combustão interna. Foi introduzido nos Estados Unidos a partir de 1993 de forma que fosse cumprida a legislação exigida pela EPA sobre emissões de gases nocivos.